# Egbert Seidel
Egbert Johannes Seidel (* 1958 in Weimar) ist ein deutscher Mediziner.
Seidel studierte von 1978 bis 1984 Humanmedizin an der Friedrich-Schiller-Universität in Jena.

## Werdegang
Seidel ist Facharzt für Physikalische und Rehabilitative Medizin sowie für Sportmedizin mit den Zusatzausbildungen Chirotherapie, Spezielle Schmerztherapie, Physikalische Therapie und Balneologie und Naturheilverfahren, ferner Master of Science in Geriatrie. Von 1990 bis 2022 war er Chefarzt des Zentrums für Physikalische und Rehabilitative Medizin des Sophien- und Hufeland-Klinikums in Weimar. Ferner war er seit 2007 Ärztlicher Leiter der sportmedizinischen Untersuchungsstelle Weimar des Deutschen Olympischen Sportbundes.
Von 1993 bis 2023 unterrichtete er Musikermedizin und Musikphysiologie an der Hochschule für Musik Franz Liszt Weimar, ab 2000 als Honorarprofessor.
Im Ehrenamt war Seidel von 1984 bis 1990 Vorsitzender der Arbeitsgemeinschaft Genealogie in Thüringen.